# Tribunal administratif du Québec
Ne doit pas être confondu avec Tribunaux administratifs au Québec.
Le Tribunal administratif du Québec (TAQ) est un tribunal québécois spécialisé dans les litiges concernant le droit administratif québécois.

## Histoire
Le Tribunal administratif du Québec est créé par la Loi sur la justice administrative adoptée en 1996 et entrée en vigueur le 1er avril 1998. Il remplace alors plusieurs autres organismes et tribunaux administratifs judiciaires et quasi-judiciaires et notamment:
- La Chambre de l'expropriation de la Cour du Québec ;
- La Commission des affaires sociales (CAS) ;
- La Commission d'examen des troubles mentaux (CETM) ;
- Le Bureau de révision en immigration (BRI) ;
- Le Bureau de révision de l'évaluation foncière (BREF) ;
- Le Tribunal d'appel en matière de protection du territoire agricole (TAPTA).

Le TAQ récupère les surplus accumulés de la CAS à sa création.

## Fonctionnement

### Juridiction et compétences
Le Tribunal administratif du Québec est totalement distinct de l'Administration publique et des tribunaux judiciaires québécois. Il est principalement chargé de décider des recours formés par les citoyens à l'encontre des décisions rendues par l'Administration publique.
Depuis 2005, les membres du tribunal sont inamovibles. Auparavant, leur mandat avait une durée limitée. Généralement, le tribunal siège en formation de deux « membres du tribunal ».

### Sections
Le tribunal est divisé en quatre sections qui exercent chacune une compétence d'attribution.

#### Section des affaires sociales
Elle est chargée de statuer sur des recours portant sur des matières de sécurité ou soutien du revenu, d'aide et d'allocations sociales, de protection des personnes dont l'état mental présente un danger pour elles-mêmes ou pour autrui, de services de santé et de services sociaux, de régime de rentes, d'indemnisation et d'immigration. Elle est désignée comme étant une commission d'examen chargée de rendre ou de réviser des décisions concernant les accusés qui font l'objet d'un verdict de non-responsabilité criminelle pour cause de troubles mentaux ou qui ont été déclarés inaptes à subir leur procès.

#### Section des affaires immobilières
Elle est chargée de statuer sur des recours en matières d'évaluation foncière, la fixation d'indemnités découlant de l'imposition de réserves pour fins publiques ou d'expropriation ou de dommages causés par des travaux publics ou sur la valeur ou le prix d'acquisition de certains biens

#### Section du territoire et de l'environnement
Elle est chargée de statuer sur des recours portant notamment sur des décisions ou ordonnances prises en matière de zonage agricole, à l'émission, au dépôt, au dégagement ou au rejet de contaminants dans l'environnement, à l'exercice d'une activité susceptible de modifier la qualité de l'environnement ou à l'installation de certaines publicités commerciales le long des routes.

#### Section des affaires économiques
Elle est chargée de statuer sur des recours portant sur des décisions relatives, notamment, aux permis, certificats, ou autorisations nécessaires à l'exercice d'un métier ou d'une activité professionnelle, économique, industrielle ou commerciale.

### Siège
Le tribunal possède deux bureaux, l'un à Québec et l'autre à Montréal, où les membres du tribunal siègent régulièrement dans des salles d'audience qui lui sont dédiées.
La nature et le rôle du tribunal l'amènent cependant à siéger dans différentes villes du Québec, selon les recours introduits par les administrés.
Les greffes sont situés à Québec et Montréal, mais chacune des greffes de la Cour du Québec reçoit valablement les recours introduits.

## Composition

### Juges
Le Tribunal compte 117 juges administratifs à temps plein et à temps partiel (au 31 mars 2020), qui peuvent, dans également dans certaines circonstances, agir comme conciliateurs.
Depuis le 22 juin 2020, le président-directeur général est Me Sylvain Bourassa. Chacune des quatre sections du tribunal est dirigée par un vice-président. La Division de la santé mentale est sous la responsabilité de la présidente de la Commission d'examen des troubles mentaux.

### Présidents
- Gaétan Lemoyne de 1997 à 2003
- Jacques Forgues de 2003 à 2008
- Hélène de Kovachich de 2008 à 2013
- Mathieu Proulx de 2013 à 2016
- Natalie Lejeune de 2016 à 2020
- Sylvain Bourassa depuis juin 2020